# رزم‌ناو دیزاین ۱۰۴۷
رزم‌ناو دیزاین ۱۰۴۷ (به انگلیسی: Design 1047 battlecruiser) یک کشتی است که طول آن ۲۳۶ متر (۷۷۴ فوت) می‌باشد.